# جمهورية يوغوسلافيا الاشتراكية الاتحادية
جمهورية يوغوسلافيا الاشتراكية الاتحادية (بالمقدونية: Socijalistička Federativna Republika Jugoslavija) (بالسلوفينية: Socialistična federativna republika Jugoslavija)‏، التي يشار إليها عادة باسم إس إف آر يوغوسلافيا أو يوغوسلافيا فحسب. كانت بلدًا في جنوب شرق ووسط أوروبا، ووُجِدت منذ تأسيسها في أعقاب الحرب العالمية الثانية حتى تفككها في عام 1992 في خضم الحروب اليوغوسلافية. تبلغ مساحتها 255,804 كم مربع (98,766 ميل مربع). كانت جمهورية يوغوسلافيا الاتحادية الاشتراكية محدودة بالبحر الأدرياتيكي وإيطاليا غربًا، والنمسا وهنغاريا شمالًا وبلغاريا ورومانيا شرقًا. كانت دولة اشتراكية واتحاد تحكمه رابطة شيوعيي يوغوسلافيا وتتألف من ست جمهوريات اشتراكية –البوسنة والهرسك، كرواتيا، مقدونيا، الجبل الأسود، صربيا، سلوفينيا– وعاصمتها بلغراد. وبالإضافة إلى ذلك، ضمت مقاطعتين متمتعتين بالحكم الذاتي داخل صربيا: كوسوفو وفويفودينا. يمكن تتبع أصول جمهورية يوغوسلافيا الاشتراكية الاتحادية حتى 26 نوفمبر 1942، حين تأسس مجلس التحرير الشعبي لمكافحة الفاشية في يوغوسلافيا خلال الحرب العالمية الثانية.
في 29 نوفمبر 1945، أُعلن قيام جمهورية يوغوسلافيا الشعبية الاتحادية بعد خلع الملك بيتر الثاني وإنهاء نظام الحكم المَلَكي. حتى عام 1948، انحازت الحكومة الشيوعية الجديدة إلى الكتلة الشرقية تحت قيادة جوزيف بروز تيتو في بداية الحرب الباردة، ولكن بعد انقسام تيتو-ستالين في عام 1948، اتبعت يوغوسلافيا سياسة الحياد، وأصبحت واحدة من الأعضاء المؤسسين لحركة عدم الانحياز، وانتقلت من الاقتصاد المخطط مركزيًا إلى الاشتراكية القائمة على السوق. حافظت جمهورية يوغوسلافيا الاتحادية الاشتراكية على الحياد خلال الحرب الباردة كجزء من سياستها الخارجية. وهي عضو مؤسس في منظمة سيرن، والأمم المتحدة، وحركة عدم الانحياز، ومنظمة الأمن والتعاون في أوروبا، والصندوق الدولي للتنمية الزراعية، ومنظمة التجارة العالمية، ويوتلسات، ومعاهدة حظر الأسلحة البيولوجية. في أعقاب وفاة تيتو في الرابع من مايو 1980، بدأ الاقتصاد اليوغسلافي في الانهيار، الأمر الذي أدى إلى زيادة البطالة والتضخم. ونتج عن ذلك حدوث الانشقاق بين الأعراق المتعددة داخل الجمهوريات المؤسسة.
مع انهيار الشيوعية في أوروبا الشرقية، فشلت أيضًا المحادثات بين الجمهوريات بشأن تحويل الدولة الاتحادية إلى كونفدرالية بعد انفصال أغنى جمهوريتين (كرواتيا وسلوفينيا). في عام 1991 اعترفت بعض الدول الأوروبية باستقلالهما. انهار الاتحاد على امتداد حدود الجمهوريات الاتحادية، تلا ذلك بداية الحروب اليوغوسلافية والسقوط النهائي وتفكك الاتحاد في 27 أبريل 1992. ظلت جمهوريتان فقط –صربيا والجبل الأسود–  ضمن دولة أعيد تشكيلها باسم «جمهورية يوغوسلافيا الاتحادية» أو «إف آر يوغوسلافيا» لكن هذه الدولة لم يُعترف بها دوليًا بوصفها الدولة الخلف رسميًا لجمهورية يوغوسلافيا الاتحادية الاشتراكية. ويشيع الآن استخدام مصطلح يوغوسلافيا السابقة بأثر رجعي.

## التاريخ

### الحرب العالمية الثانية

#### 1941
في 6 أبريل 1941، تعرضت يوغوسلافيا للغزو من قبل قوى المحور بقيادة ألمانيا النازية؛ وبحلول 17 أبريل 1941، احتُل البلد بالكامل وقُسِّم من قبِل دول المحور. سرعان ما تأسست المقاومة اليوغوسلافية في صورتين، الجيش اليوغوسلافي الملكي في الوطن (مفارز تشيتنيك للجيش اليوغوسلافي) و بارتيزان يوغوسلاف الشيوعي (جيش التحرير الوطني). وعلى النقيض من مختلف الميليشيات القومية العاملة في يوغوسلافيا المحتلة، كان جيش البارتيزان حركة يوغسلافية تدعم «الأخوّة والوحدة» بين صفوف الأمم اليوغوسلافية، وتمثل العناصر الجمهورية واليسارية والاشتراكية في الطيف السياسي اليوغسلافي. وكان تحالف الأحزاب السياسية والفصائل والأفراد البارزين الواقف وراء الحركة هو جبهة التحرير الشعبية (بالكرواتية: Jedinstveni narodnooslobodilački front, JNOF)  بقيادة الحزب الشيوعي اليوغسلافي.

#### 1942
شكلت الجبهة هيئة سياسية تمثيلية، مجلس التحرير الشعبي لمكافحة الفاشية في يوغوسلافيا (أفنوي) (بالكرواتية: AVNOJ, Antifašističko Veće Narodnog Oslobođenja Jugoslavije). طالب مجلس التحرير الذي اجتمع لأول مرة في بيخاتش المحررة على يد البارتيزان في 26 نوفمبر 1942 (الجلسة الأولى لمجلس التحرير الشعبي لمكافحة الفاشية في يوغوسلافيا) بمنحه صفة الجمعية التداولية في يوغوسلافيا (البرلمان).

#### 1943
خلال عام 1943 ، بدأ البارتيزان اليوغسلافيون بجذب اهتمام الألمان. في عمليتين رئيسيتين، فال فايس (يناير حتى أبريل 1943) وفال شفارتز (15 مايو حتى 16 يونيو 1943)، حاولت دول المحور القضاء على المقاومة اليوغوسلافية بشكل نهائي. خلال معركة نيريتفا ومعركة سوتيسكا، اشتبكت فرقة العمليات الرئيسية للبارتيزان المؤلفة من 20,000 جندي مع قوة قوامها نحو 150,000 جندي من قوات المحور. وفي كلتا المعركتين، ورغم الخسائر الفادحة، نجحت الفرقة في التهرب من الفخ والتراجع إلى بر الأمان. وظهر البارتيزان أقوى من ذي قبل واحتلوا حينها جزءًا أكبر من يوغوسلافيا. عززت هذه الأحداث مكانة البارتيزان بشكل كبير، وأكسبتهم سمعة إيجابية بين السكان اليوغسلافيين ما أدى إلى زيادة التجنيد. في 8 سبتمبر 1943 ، استسلمت إيطاليا الفاشية للحلفاء، تاركة منطقة احتلالهم في يوغوسلافيا مفتوحة أمام البارتيزان. استغل تيتو الأحداث بتحرير شاطئ دالماسيا ومدنها لفترة وجيزة. أمّن هذا الأمر الأسلحة والإمدادات الإيطالية للبارتيزان والمتطوعين من المدن التي ضمتها إيطاليا سابقًا والمجندين الإيطاليين الذين انضموا إلى الحلفاء (فرقة غاريبالدي). بعد سلسلة الأحداث هذه، قرر مجلس التحرير الشعبي لمكافحة الفاشية في يوغوسلافيا الاجتماع للمرة الثانية ــ الآن في يايتسي المحررة. استمرت الدورة الثانية من المؤتمر منذ 21 حتى 29 نوفمبر 1943 (قبيل وأثناء مؤتمر طهران) وتوصل إلى عدد من النتائج الهامة. كان أبرزها تأسيس يوغوسلافيا الاتحادية الديمقراطية، وهي الدولة التي من شأنها أن تكون دولة اتحادية تضم ست جمهوريات سلافية جنوبية متساوية (خلافًا للهيمنة الصربية المزعومة في يوغوسلافيا ما قبل الحرب). وقرر المجلس اختيار اسم «محايد» وترك عن عمد مسألة «الملكية مقابل الجمهورية» وقضى بالسماح بعودة بيتر الثاني من المنفى بناءً على استفتاء عام بين اليوغسلافيين حول القضية. ومن بين القرارات الأخرى، قرر المجلس تشكيل هيئة تنفيذية مؤقتة هي الهيئة الوطنية لتحرير يوغوسلافيا (بالبوسنوية: NKOJ, Nacionalni komitet oslobođenja Jugoslavije)، وتعيين تيتو رئيسًا للوزراء. وبعد نجاحه عام 1943 نال تيتو أيضًا رتبة مارشال يوغوسلافيا. وجاءت أنباء إيجابية أيضًا من مؤتمر طهران عندما خلص الحلفاء إلى أنه سيتم الاعتراف بالبارتيزان كحركة مقاومة يوغسلافية حليفة ومُنحوا الإمدادات والدعم في زمن الحرب ضد احتلال المحور.

#### 1944
مع تحول الحرب بشكل حاسم ضد المحور في عام 1944، احتفظ البارتيزان بقطع كبيرة من الأراضي اليوغوسلافية. مع وجود الحلفاء في إيطاليا، كانت الجزر اليوغوسلافية في البحر الأدرياتيكي ملاذًا للمقاومة. في 17 يونيو 1944 ، استضافت قاعدة البارتيزان في جزيرة فيس مؤتمرًا بين جوسيف بروز تيتو، رئيس وزراء الهيئة الوطنية لتحرير يوغوسلافيا(ممثلًا عن مجلس التحرير الشعبي لمكافحة الفاشية في يوغوسلافيا) وايفان شوباشيتش، رئيس وزراء الحكومة الملكية اليوغوسلافية في المنفى في لندن. منحت النتائج، المعروفة باسم اتفاقية تيتو-شوباسيتش، اعتراف الملك بمجلس التحرير الشعبي لمكافحة الفاشية في يوغوسلافيا ويوغوسلافيا الاتحادية الديمقراطية، وقضى بإنشاء حكومة ائتلافية يوغسلافية مشتركة برئاسة تيتو مع شوباشيتش كوزير للخارجية والمصادقة على مجلس التحرير الشعبي كبرلمان يوغوسلافيا المؤقت. بسبب الضغوط التي مارستها المملكة المتحدة إلى حد ما، اعترفت حكومة الملك بيتر الثاني في المنفى في لندن بالدولة المذكورة في الاتفاقية الموقعة في 17 يونيو 1944 بين شوباشيتش وتيتو. أصبحت يوغوسلافيا الاتحادية الديمقراطية بعد نوفمبر 1944 الجمعية المؤقتة. أعلنت اتفاقية تيتو-شوباشيتش 1944 أن الدولة كانت ديمقراطية تعددية تضمن: الحريات الديمقراطية؛ والحرية الشخصية؛ وحرية التعبير والتجمع والدين؛ وحرية الصحافة. ومع ذلك ، بحلول يناير 1945، حيّد تيتو تركيز حكومته بعيدًا عن الديمقراطية التعددية مدعيًا أنه رغم قبوله للديمقراطية  فإنه لا حاجة إلى أحزاب متعددة مثيرة للانقسام في خضم المجهود الحربي الذي تبذله يوغوسلافيا وأن الجبهة الشعبية كانت تمثل الشعب اليوغوسلافي. شكّل تحالف الجبهة الشعبية بقيادة الحزب الشيوعي اليوغسلافي وأمينه العام تيتو حركة رئيسية داخل الحكومة. ومن بين الحركات السياسية الأخرى التي انضمت إلى الحكومة حركة «نابريد» التي مثّلها ميليفوي ماركوفيتش. تحررت بلغراد عاصمة يوغوسلافيا بمساعدة الجيش الأحمر السوفييتي في أكتوبر 1944، وأرجِئ تشكيل حكومة يوغسلافية جديدة حتى 2 نوفمبر 1944 عندما تم توقيع اتفاق بلغراد وتشكيل الحكومة المؤقتة. ونصت الاتفاقيات أيضًا على إجراء انتخابات في نهاية المطاف بعد الحرب تحدد نظام الحكم والاقتصاد في الدولة مستقبلًا.